# تعدد أشكال النوكليوتيدات المفردة

جزيء الدنا 1 يختلف عن الجزيء 2 في زوج قاعدي واحد.

تعدد أشكال النوكليوتيد المفردة (بالإنجليزية: Single-nucleotide polymorphism أو SNP)‏ (SNP /snɪp/ ؛ الجمع /snɪps/) هو اختلاف في سلسلة الدنا يحدث عادة في مجموعة من السكان (مثلاً %1) حيث يختلف نوكليوتيد واحد - A، T، C أو G - في المجين بين فردين من نفس النوع البيولوجي أو بين كروموسومات مزدوجة.
على سبيل المثال، مقطعي الدنا من شخصين مختلفين، AAGCCTA و AAGCTTA تحتوي على اختلاف في نوكليوتيد واحد. في هذه الحالة نقول أنه هناك أليلان. تقريبًا جميع تعدد أشكال النوكليوتيد المفرد لديها أليلين فقط. توزيع تعدد أشكال النوكليوتيد المفرد في المجين ليس متجانس; يحدث تعدد أشكال النوكليوتيد المفرد في مناطق غير الترميز أكثر من مناطق الترميز؛ أو بشكل عام، حيث يتصرف الانتقاء الطبيعي و«تصلح» أليل (مزيلة أشكال أخرى) تعدد أشكال النوكليوتيد المفرد الذي يشكّل التكيّف الوراثي الأكثر ملائمة. تلعب كذلك عوامل أخرى مثل التأشيب الجيني ووتيرة الطفرات دورًا في تحديد كثافة تعدد أشكال النوكليوتيدت المفردة.
في علم الوراثة، تعدد الأشكال أحادي النوكليوتيدات هو استبدال لنيوكليوتيد واحد في موضع معين في الجينوم، وهو موجود في جزء كبير بما فيه الكفاية من عدد السكان (على سبيل المثال 1٪ أو أكثر).
على سبيل المثال، في موضع أساسي معين في الجينوم البشري، قد يظهر النوكليوتيد C في معظم الأفراد، ولكن في أقلية من الأفراد، يشغل هذا المنصب A. هذا يعني أن هناك SNP في هذا الموضع المحدد، ويقال أن التنوعين المحتملين للنيوكليوتيدات - C أو A - هما الأليلات لهذا الموضع المحدد.
تحدد النيوكلوتايد SNPs الاختلافات في قابليتنا للإصابة بمجموعة واسعة من الأمراض (مثل فقر الدم المنجلي والثلاسيميا بيتا والتليف الكيسي الناتج عن تعدد الأشكال). تعد شدة المرض وطريقة استجابة الجسم للعلاج من مظاهر الاختلافات الجينية. على سبيل المثال، ترتبط الطفرة أحادية القاعدة في جين APOE (صميم البروتين الشحمي E) بانخفاض خطر الإصابة بمرض الزهايمر.
المتغير أحادي النوكليوتيدات (SNV) هو تباين في نيوكليوتيد واحد دون أي قيود على التردد. يختلف SNV عن SNP لأنه عندما يتم اكتشاف SNV في عينة من كائن حي من نوع ما، فمن المحتمل أن يكون SNV SNP ولكن لا يمكن تحديد ذلك من كائن حي واحد فقط. ومع ذلك، فإن SNP يعني أن النيوكليوتيدات تختلف في مجموعة الكائنات الحية. قد تنشأ SNVs في الخلايا الجسدية. يمكن أيضًا تسمية الاختلاف الجسدي أحادي النوكليوتيدات (على سبيل المثال، الناجم عن السرطان) باسم تغيير النوكليوتيدات المفردة . تظهر SNVs بشكل شائع في التشخيص الجزيئي. على سبيل المثال، عند تصميم بادئات تفاعل البوليميراز المتسلسل للكشف عن الفيروسات، قد يحتوي الحمض النووي الريبي الفيروسي أو الحمض النووي في عينة مريض واحدة على SNVs.

## أنواع
قد يقع تعدّد أشكال النوكليوتيد المفرد ضمن تسلسلات الترميز في الجينات، أو مناطق غير الترميز، أو في المناطق بين الجينات. تعدد ألأشكال داخل تسلسل الترميز لا يغيّر بالضرورة تسلسل الأحماض الأمينية في البروتين الناتج، وذلك بسبب صفة الانحلالية في الشفرة الوراثية.
وحيدة النكليوتيد تعدد الأشكال قد تدخل في الترميز تسلسل الجينات، مناطق الجينات غير الترميز، أو في المناطق بين الجينات (المناطق بين الجينات). لا تغير النيوكلوتايد ضمن تسلسل تشفير بالضرورة تسلسل الأحماض الأمينية للبروتين الذي يتم إنتاجه، بسبب انحطاط الكود الجيني.
تنقسم SNPs في منطقة الترميز إلى نوعين: SNPs مترادفة وغير مترادفة. لا تؤثر SNPs المترادفة على تسلسل البروتين، بينما تغير SNPs غير المترادفة تسلسل الأحماض الأمينية للبروتين. إن SNPs غير المترادفة من نوعين: خطأ طفرة هراء.
قد لا تزال النيوكلوتايد غير الموجودة في مناطق ترميز البروتين تؤثر على الربط الجيني أو ارتباط عامل النسخ أو تدهور الرنا المرسال أو تسلسل الحمض النووي الريبي غير المشفر. يشار إلى التعبير الجيني المتأثر بهذا النوع من SNP على أنه eSNP (تعبير SNP) وقد يكون في المنبع أو المصب من الجين.

## التطبيقات
- يمكن لدراسات الجمعية تحديد ما إذا كان المتغير الجيني مرتبطًا بمرض أو سمة.[10]
- علامة SNP عبارة عن تعدد أشكال أحادي النوكليوتيدات تمثيلي في منطقة من الجينوم مع اختلال توازن عالي الارتباط (الارتباط غير العشوائي للأليلات في موقعين أو أكثر). تعد Tag SNPs مفيدة في دراسات ارتباط SNP للجينوم الكامل، حيث يتم التنميط الجيني لمئات الآلاف من SNPs عبر الجينوم بأكمله.
- رسم خرائط النمط الفردي: يمكن تجميع مجموعات من الأليلات أو تسلسلات الحمض النووي بحيث يتمكن SNP الفردي من تحديد العديد من تعدد الأشكال المرتبطة.
- يشير اختلال التوازن (LD)، وهو مصطلح يستخدم في علم الوراثة السكانية، إلى ارتباط غير عشوائي للأليلات في موقعين أو أكثر، وليس بالضرورة على نفس الكروموسوم. يشير إلى ظاهرة تميل أن يتم توريث أليل SNP أو تسلسل الحمض النووي المتقاربين في الجينوم معًا. يمكن أن تتأثر صعوبة التعلم بمعلمين (من بين عوامل أخرى، مثل التقسيم الطبقي للسكان): 1) المسافة بين الأشكال المتعددة الأشكال [كلما كانت المسافة أكبر، كلما انخفض LD]. 2) معدل إعادة التركيب [كلما انخفض معدل إعادة التركيب، زاد LD].[11]

## تكرار
تم العثور على أكثر من 335 مليون SNPs عبر البشر من مجموعات سكانية متعددة. يختلف الجينوم النموذجي عن الجينوم البشري المرجعي في 4 إلى 5 ملايين موقع، معظمها (أكثر من 99.9٪) تتكون من تعدد الأشكال (SNPs) وindels القصيرة.

### داخل الجينوم
التوزيع الجيني للنيوكليوتيدات SNPs ليس متجانسًا؛ تحدث النيوكلوتايد في المناطق غير المشفرة بشكل متكرر أكثر من المناطق المشفرة أو، بشكل عام، حيث يعمل الانتقاء الطبيعي و «يثبت» الأليل (استبعاد المتغيرات الأخرى) من SNP الذي يشكل التكيف الجيني الأكثر ملاءمة. يمكن لعوامل أخرى، مثل إعادة التركيب الجيني ومعدل الطفرات، أن تحدد كثافة SNP.
يمكن التنبؤ بكثافة SNP من خلال وجود سواتل مكروية: السواتل الدقيقة AT على وجه الخصوص هي مؤشرات قوية لكثافة SNP، مع وجود مساحات تكرار طويلة (AT) (n) في مناطق ذات كثافة SNP منخفضة بشكل كبير ومحتوى GC منخفض.

### ضمن السكان
هناك اختلافات بين البشر، لذلك قد يكون أليل SNP الشائع في مجموعة جغرافية أو عرقية أكثر ندرة في مجموعة أخرى. ضمن مجموعة سكانية، يمكن تخصيص تواتر أليل ثانوي لـ SNPs - أدنى تردد أليل في موضع لوحظ في مجتمع معين. هذا هو ببساطة أقل ترددين من الأليل لتعدد الأشكال أحادي النوكليوتيدات.
مع هذه المعرفة، طور العلماء طرقًا جديدة في تحليل الهياكل السكانية في الأنواع الأقل دراسة. باستخدام تقنيات التجميع، يتم تخفيض تكلفة التحليل بشكل كبير.[بحاجة لمصدر] هذه التقنيات على تسلسل مجتمع ما في عينة مجمعة بدلاً من تسلسل كل فرد داخل المجتمع بنفسه. مع أدوات المعلوماتية الحيوية الجديدة، هناك إمكانية للتحقيق في بنية السكان وتدفق الجينات وهجرة الجينات من خلال مراقبة ترددات الأليل داخل السكان بالكامل. مع هذه البروتوكولات، هناك إمكانية للجمع بين مزايا SNPs وعلامات القمر الصناعي الصغيرة. ومع ذلك، هناك معلومات مفقودة في العملية مثل عدم توازن الارتباط ومعلومات الزيجوزية.

## أهمية
يمكن أن تؤثر الاختلافات في تسلسل الحمض النووي للبشر على كيفية تطور البشر للأمراض والاستجابة لمسببات الأمراض والمواد الكيميائية والأدوية واللقاحات والعوامل الأخرى. تعد SNPs ضرورية أيضًا للطب الشخصي. تشمل الأمثلة الأبحاث الطبية الحيوية، والطب الشرعي، وعلم الوراثة الدوائية، وسببية المرض، على النحو المبين أدناه.

### الأبحاث السريرية
تكمن الأهمية الكبرى لـ SNPs في البحث السريري في مقارنة مناطق الجينوم بين المجموعات (مثل الأفواج المتطابقة مع وبدون مرض) في دراسات الارتباط على مستوى الجينوم. تم استخدام SNPs في دراسات الارتباط على مستوى الجينوم كعلامات عالية الدقة في رسم خرائط الجينات المتعلقة بالأمراض أو السمات الطبيعية. لا تزال النيوكلوتايد التي ليس لها تأثير ملحوظ على النمط الظاهري (ما يسمى الطفرات الصامتة) مفيدة كواسمات جينية في دراسات الارتباط على مستوى الجينوم، بسبب كميتها واستقرار وراثتها عبر الأجيال.

### التحاليل الجنائية
تم استخدام النيوكلوتايد في البداية لمطابقة عينة من الحمض النووي الشرعي مع المشتبه به ولكن تم التخلص منها تدريجياً مع تطوير تقنيات بصمة الحمض النووي القائمة على STR. قد تسمح تقنيات تسلسل الجيل التالي (NGS) الحالية باستخدام أفضل للتنميط الجيني SNP في تطبيق الطب الشرعي طالما يتم تجنب المواقع الإشكالية. في المستقبل، يمكن استخدام تعدد الأشكال في الطب الشرعي لبعض القرائن النمطية مثل لون العين، ولون الشعر، والعرق، وما إلى ذلك. كيد وآخرون. أظهر أن مجموعة من 19 تعدد الأشكال يمكن أن تحدد المجموعة العرقية ذات الاحتمالية الجيدة للمطابقة (Pm = 10 −7) في 40 مجموعة سكانية تمت دراستها. أحد الأمثلة على كيف يمكن أن يكون هذا مفيدًا في مجال إعادة البناء الفني لمظاهر محتملة قبل الوفاة لبقايا هيكل عظمي لأفراد مجهولين. على الرغم من أن إعادة بناء الوجه يمكن أن تكون دقيقة إلى حد ما بناءً على السمات الأنثروبولوجية، إلا أن البيانات الأخرى التي قد تسمح بتمثيل أكثر دقة تشمل لون العين ولون البشرة ولون الشعر وما إلى ذلك.
في حالة وجود كمية منخفضة من عينة الطب الشرعي أو عينة متدهورة، يمكن أن تكون طرق SNP بديلاً جيدًا لطرق المعاملات المشبوهة نظرًا لوفرة الواسمات المحتملة، وإمكانية التشغيل الآلي، واحتمال تقليل طول الجزء المطلوب إلى 60-80 نقطة أساس فقط. في حالة عدم وجود تطابق STR في قاعدة بيانات ملفات تعريف الحمض النووي؛ يمكن استخدام أشكال تعدد الأشكال المختلفة للحصول على أدلة بخصوص العرق والنمط الظاهري والنسب وحتى الهوية.

### علم الوراثة الدوائية
ترتبط بعض أشكال النيوكلوتايد مع استقلاب الأدوية المختلفة. يمكن أن تكون SNP طفرات، مثل الحذف، والتي يمكن أن تثبط أو تعزز النشاط الأنزيمي؛ يمكن أن يؤدي مثل هذا التغيير في النشاط الأنزيمي إلى انخفاض معدلات التمثيل الغذائي للدواء. جمعية مجموعة واسعة من الأمراض التي تصيب الإنسان مثل السرطان، الأمراض المعدية (الإيدز، الجذام، التهاب الكبد، الخ) المناعة الذاتية، العصبية وأمراض أخرى كثيرة مع تعدد الأشكال المختلفة التي يمكن أن يتم حسب ذات الصلة علم الصيدلة الجيني أهداف لعلاج المخدرات.

### مرض
قد يتسبب SNP الفردي في مرض مندلي، على الرغم من أنه بالنسبة للأمراض المعقدة، لا تعمل SNPs بشكل فردي، بدلاً من ذلك، فهي تعمل بالتنسيق مع SNPs الأخرى لإظهار حالة مرضية كما لوحظ في هشاشة العظام. كان أحد أولى النجاحات في هذا المجال هو العثور على طفرة أساسية واحدة في المنطقة غير المشفرة من APOC3 (جين صميم البروتين الشحمي C3) الذي يرتبط بمخاطر أعلى للإصابة بارتفاع شحوم الدم وتصلب الشرايين.
يمكن أن يكون لجميع أنواع النيوكلوتايد (SNPs) نمط ظاهري يمكن ملاحظته أو يمكن أن يؤدي إلى مرض:
- يمكن أن تظهر تعدد الأشكال في المناطق غير المشفرة في خطر أعلى للإصابة بالسرطان، [36] وقد تؤثر على بنية الرنا المرسال وقابلية الإصابة بالأمراض.[37] يمكن أن تغير SNPs غير المشفرة أيضًا مستوى التعبير عن الجين، مثل eQTL (التعبير عن موضع السمة الكمية).
- SNPs في مناطق الترميز:
  - لا تؤدي البدائل المترادفة بحكم التعريف إلى تغيير الأحماض الأمينية في البروتين، ولكنها لا تزال تؤثر على وظيفتها بطرق أخرى. من الأمثلة على ذلك حدوث طفرة صامتة على ما يبدو في جين المقاومة للأدوية المتعددة 1 (MDR1)، والذي يرمز لمضخة غشاء خلوي تطرد الأدوية من الخلية، ويمكن أن تبطئ الترجمة وتسمح لسلسلة الببتيد بالانطواء لتشكل غير عادي تكون المضخة الطافرة أقل فاعلية (في بروتين MDR1 على سبيل المثال يغير تعدد الأشكال C1236T كودون GGC إلى GGT في موضع الأحماض الأمينية 412 من عديد الببتيد (كلاهما يشفر الجلايسين) ويغير تعدد الأشكال C3435T ATC إلى ATT في الموضع 1145 (كلاهما يشفر isoleucine)).[38]
  - بدائل مجهولة:
    - خطأ - يؤدي التغيير الفردي في القاعدة إلى تغيير في الأحماض الأمينية للبروتين وخللها الذي يؤدي إلى المرض (egc1580G> T SNP في جين LMNA - الموضع 1580 (nt) في تسلسل DNA (CGT codon) مما يؤدي إلى استبدال الجوانين مع الثايمين، ينتج كودون CTT في تسلسل الحمض النووي، ينتج على مستوى البروتين في استبدال الأرجينين بالليوسين في الموضع 527، [39] على مستوى النمط الظاهري، يتجلى هذا في تداخل خلل التنسج الفك السفلي ومتلازمة الشيخوخة المبكرة)
    - طفرة هراء - نقطة تحول في تسلسل الحمض النووي الذي ينتج عنه سابق لأوانه كودون وقف، أو كودون هراء في كتب مرنا، وفي اقتطاع، غير مكتملة، والبروتين المنتج عادة لا يعمل (على سبيل المثال التليف الكيسي الناجم عن طفرة G542X في جين منظم توصيل غشاء التليف الكيسي).[40]

## أمثلة
- rs6311 وrs6313 هما SNPs في جين مستقبلات السيروتونين 5-HT2A على الكروموسوم البشري 13.[41]
- يسبب عامل SNP في جين F5 أهبة التخثر للعامل الخامس لايدن. [42]
- rs3091244 هو مثال على SNP التجريبي في جين CRP على الكروموسوم البشري 1.[43]
- رموز TAS2R38 لقدرة تذوق PTC، وتحتوي على 6 SNPs مشروحة.[44]
- rs148649884 و rs138055828 في ترميز الجين FCN1 M-ficolin شلّ قدرة ربط الترابط الخاص بـ M-ficolin المؤتلف.[45]
- يرتبط SNP intronic في جين إصلاح عدم تطابق الحمض النووي PMS2 (rs1059060، Ser775Asn) بزيادة تلف الحمض النووي للحيوانات المنوية وخطر الإصابة بالعقم عند الذكور.[46]

## قواعد بيانات
كما هو الحال بالنسبة للجينات، توجد قواعد بيانات المعلوماتية الحيوية لـ SNPs.
- قاعدة بيانات تعدد أشكال النكليوتيدات الفردية، هي قاعدة بيانات SNP من المركز الوطني لمعلومات التكنولوجيا الحيوية (NCBI). اعتبارًا من 8 يونيو 2015 ، سجل dbSNP 149.735.377 تعدد الأشكال في البشر.[47][48]
- Kaviar [49] عبارة عن خلاصة وافية لـ SNPs من مصادر بيانات متعددة بما في ذلك dbSNP.
- SNPedia هي قاعدة بيانات على غرار الويكي تدعم شرح الجينوم الشخصي وتفسيره وتحليله.
- تصف قاعدة بيانات OMIM العلاقة بين تعدد الأشكال والأمراض (على سبيل المثال، تعطي الأمراض في شكل نصي)
- dbSAP - قاعدة بيانات أحادية لتعدد أشكال الأحماض الأمينية للكشف عن اختلاف البروتين [50]
- توفر قاعدة بيانات طفرة الجينات البشرية الطفرات الجينية التي تسبب أو ترتبط بأمراض وراثية للإنسان و SNPs الوظيفية
- مشروع HapMap الدولي، حيث يقوم الباحثون بتحديد علامة SNPs لتكون قادرة على تحديد مجموعة الأنماط الفردانية الموجودة في كل موضوع.
- يسمح GWAS Central للمستخدمين بالتحقيق بصريًا في بيانات الارتباط الفعلية على مستوى الملخص في دراسة أو أكثر من دراسات الارتباط على مستوى الجينوم.

قامت مجموعة عمل خريطة SNP الدولية بتعيين التسلسل الذي يحيط بكل SNP من خلال المحاذاة مع التسلسل الجيني للنسخ كبيرة الإدراج في Genebank. تم تحويل هذه المحاذاة إلى إحداثيات كروموسومية كما هو موضح في الجدول 1. زادت هذه القائمة بشكل كبير منذ ذلك الحين، على سبيل المثال، تسرد قاعدة بيانات Kaviar الآن 162 مليون متغير للنيوكليوتيدات المفردة (SNVs).
| كروموسوم | الطول (bp)    | تعدد أشكال النوكليوتيدات المفردة |            | تعدد أشكال النوكليوتيدات المفردة SNPs |            |
| -------- | ------------- | -------------------------------- | ---------- | ------------------------------------- | ---------- |
|          |               | إجمالي SNPs                      | kb per SNP | إجمالي SNPs                           | kb per SNP |
| 1        | 214,066,000   | 129,931                          | 1.65       | 75,166                                | 2.85       |
| 2        | 222,889,000   | 103,664                          | 2.15       | 76,985                                | 2.90       |
| 3        | 186,938,000   | 93,140                           | 2.01       | 63,669                                | 2.94       |
| 4        | 169,035,000   | 84,426                           | 2.00       | 65,719                                | 2.57       |
| 5        | 170,954,000   | 117,882                          | 1.45       | 63,545                                | 2.69       |
| 6        | 165,022,000   | 96,317                           | 1.71       | 53,797                                | 3.07       |
| 7        | 149,414,000   | 71,752                           | 2.08       | 42,327                                | 3.53       |
| 8        | 125,148,000   | 57,834                           | 2.16       | 42,653                                | 2.93       |
| 9        | 107,440,000   | 62,013                           | 1.73       | 43,020                                | 2.50       |
| 10       | 127,894,000   | 61,298                           | 2.09       | 42,466                                | 3.01       |
| 11       | 129,193,000   | 84,663                           | 1.53       | 47,621                                | 2.71       |
| 12       | 125,198,000   | 59,245                           | 2.11       | 38,136                                | 3.28       |
| 13       | 93,711,000    | 53,093                           | 1.77       | 35,745                                | 2.62       |
| 14       | 89,344,000    | 44,112                           | 2.03       | 29,746                                | 3.00       |
| 15       | 73,467,000    | 37,814                           | 1.94       | 26,524                                | 2.77       |
| 16       | 74,037,000    | 38,735                           | 1.91       | 23,328                                | 3.17       |
| 17       | 73,367,000    | 34,621                           | 2.12       | 19,396                                | 3.78       |
| 18       | 73,078,000    | 45,135                           | 1.62       | 27,028                                | 2.70       |
| 19       | 56,044,000    | 25,676                           | 2.18       | 11,185                                | 5.01       |
| 20       | 63,317,000    | 29,478                           | 2.15       | 17,051                                | 3.71       |
| 21       | 33,824,000    | 20,916                           | 1.62       | 9,103                                 | 3.72       |
| 22       | 33,786,000    | 28,410                           | 1.19       | 11,056                                | 3.06       |
| X        | 131,245,000   | 34,842                           | 3.77       | 20,400                                | 6.43       |
| Y        | 21,753,000    | 4,193                            | 5.19       | 1,784                                 | 12.19      |
| مرجع     | 15,696,674    | 14,534                           | 1.08       |                                       |            |
| الإجمالي | 2,710,164,000 | 1,419,190                        | 1.91       | 887,450                               | 3.05       |

## التسمية

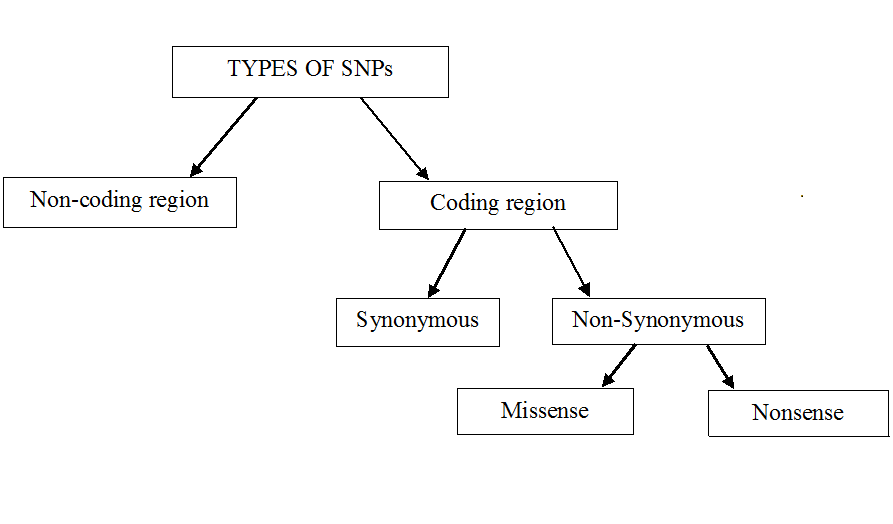
أنواع تعدد الأشكال أحادي النوكليوتيدات (SNPs)

يمكن أن تكون التسمية الخاصة بـ SNPs مربكة: يمكن أن توجد العديد من الاختلافات لـ SNP الفردي، ولم يتم تحقيق الإجماع بعد.
معيار rs ### هو الذي تم تبنيه من قبل قاعدة بيانات تعدد أشكال النكليوتيدات الفردية (dbSNP) ويستخدم البادئة "rs"، لـ «مرجع SNP»، متبوعًا برقم فريد وتعسفي. غالبًا ما يشار إلى SNPs برقم dbSNP rs الخاص بهم، كما في الأمثلة أعلاه.
تستخدم جمعية تباين الجينوم البشري (HGVS) معيارًا ينقل المزيد من المعلومات حول SNP. الأمثلة هي:
- c.76A>T: لمنطقة التشفير"c"، متبوعًا برقم لموضع النيوكليوتيدات، متبوعًا باختصار من حرف واحد للنيوكليوتيدات (A، C، G، T أو U)، متبوعًا بعلامة أكبر من (">") للإشارة استبدال، متبوعًا باختصار النيوكليوتيد الذي يحل محل السابق
- P": Ser123Arg.P" للبروتين، متبوعًا باختصار مكون من ثلاثة أحرف للحمض الأميني، متبوعًا برقم لموضع الحمض الأميني، متبوعًا باختصار الحمض الأميني الذي يحل محل الأول.

## تحليل SNP
عادة ما تكون SNPs ثنائية النواة وبالتالي يسهل فحصها. تتضمن الطرق التحليلية لاكتشاف أشكال تعدد الأشكال الجديدة واكتشاف أشكال تعدد الأشكال المعروفة:
- تسلسل الحمض النووي.[53]
- الكهربائي الشعري.[54]
- مطياف الكتلة.[55]
- تعدد أشكال التشكل أحادي الخيط (SSCP).[56]
- تمديد قاعدة واحدة.
- التحليل الكهروكيميائي.
- تغيير طبيعة HPLC والهلام الكهربائي.
- تقييد طول جزء تعدد الأشكال.
- تحليل التهجين.

## برامج للتنبؤ بتأثيرات SNP
مجموعة مهمة من SNPs هي تلك التي تتوافق مع الطفرات الخاطئة التي تسبب تغير الأحماض الأمينية على مستوى البروتين. يمكن أن يكون للطفرة النقطية لبقايا معينة تأثير مختلف على وظيفة البروتين (من عدم وجود تأثير إلى تعطيل وظيفته بالكامل). عادةً ما يكون للتغيير في الأحماض الأمينية ذات الحجم المماثل والخصائص الفيزيائية الكيميائية (مثل الاستبدال من الليوسين إلى الفالين) تأثير خفيف وعكس ذلك. وبالمثل، إذا عطلت SNP عناصر البنية الثانوية (مثل استبدال البرولين في منطقة ألفا الحلزونية)، فقد تؤثر هذه الطفرة عادةً على بنية البروتين ووظيفته بالكامل. باستخدام تلك القواعد البسيطة والعديد من القواعد المشتقة الأخرى للتعلم الآلي، تم تطوير مجموعة من البرامج للتنبؤ بتأثير SNP:
- SIFT يوفر هذا البرنامج نظرة ثاقبة حول كيفية تأثير المختبر على خطأ أو طفرة غير مترادفة على وظيفة البروتين بناءً على الخصائص الفيزيائية للحمض الأميني وتماثل التسلسل.
- تقدر LIST [57][58] (الهوية المحلية والأصناف المشتركة) الضرر المحتمل للطفرات الناتجة عن تغيير وظائف البروتين. ويستند إلى افتراض أن الاختلافات التي لوحظت في الأنواع وثيقة الصلة تكون أكثر أهمية عند تقييم الحفظ مقارنة بتلك الموجودة في الأنواع ذات الصلة البعيدة.
- SNAP2.
- مشتبه فيه.
- بوليفين -2.
- توقع SNP .
- ميوتيشن تيستر: الموقع الرسمي
- متنبئ التأثير المتغير من مشروع Ensembl
- SNPViz [59] يوفر هذا البرنامج تمثيلًا ثلاثي الأبعاد للبروتين المصاب، مع تسليط الضوء على تغير الأحماض الأمينية حتى يتمكن الأطباء من تحديد الإمراضية للبروتين الطافرة.
- إثبات
- PhyreRisk هي قاعدة بيانات تقوم بتعيين المتغيرات لهياكل البروتين التجريبية والمتوقعة.[60]
- Missense3D هي أداة تقدم تقريرًا كيميائيًا مجسمًا عن تأثير متغيرات الخطأ على بنية البروتين.[61]